# Law & Order: Special Victims Unit
Law & Order: Special Victims Unit (auch Law & Order: SVU oder Law & Order: New York) ist eine seit 1999 ausgestrahlte US-amerikanische Fernsehserie und der erste Ableger der Serie Law & Order. Bisher wurden 26 Staffeln mit 572 Episoden produziert. Im März 2024 wurde die 26. Staffel in Auftrag gegeben. Diese wird seit dem 3. Oktober 2024 ausgestrahlt.
Im Mai 2025 wurde SVU für eine 27. Staffel verlängert.

## Konzept

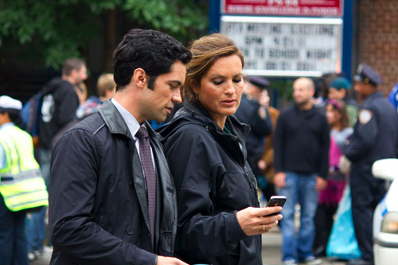
Mariska Hargitay und Danny Pino bei den Produktionsarbeiten zur 13. Staffel

Im Gegensatz zur Mutterserie, in der es um Gewaltverbrechen aller Art geht, beschäftigt sich Law & Order: Special Victims Unit mit der Aufklärung von Sexualverbrechen. Derartige Spezialeinheiten bestehen auch in der Realität bei der Polizei New Yorks in allen fünf Stadtteilen von New York City. Law & Order: Special Victims Unit spielt im fiktiven New Yorker Polizeibezirk 16 (Precinct 16). Jede Episode beginnt, dem Muster von Law & Order folgend, mit der stets gleichen Voiceover-Einleitung, die im Original von Steven Zirnkilton und in der deutschen Fassung von Michael Brennicke gesprochen wird:

“In the criminal justice system, sexually based offenses are considered especially heinous. In New York City, the dedicated detectives who investigate these vicious felonies are members of an elite squad known as the Special Victims Unit. These are their stories.”

„Bei Polizei und Staatsanwaltschaft gelten Sexualverbrechen als besonders abscheulich. In New York City gehören die engagierten Detectives, die in diesen brutalen Fällen ermitteln, zur Sondereinheit für Sexualdelikte. Dies sind ihre Geschichten.“

Bei RTL II wurde die Einleitung erstmals in der 18. Folge der neunten Staffel gezeigt. Bei VOX wurde sie von der ersten Staffel an gezeigt, allerdings in veränderter Form, während RTL II den Originalvorspann verwendete.

## Besetzung und Synchronisation
Die Besetzung hat sich im Laufe der Jahre, im Vergleich zur Mutterserie, nicht stark geändert. So waren bis zur zwölften Staffel noch vier und bis zu Beginn der 15. Staffel noch drei Hauptdarsteller aktiv, die seit 1999 dabei sind. Ein Hauptdarsteller ist seit Beginn der zweiten Staffel dabei. Lediglich die Rolle der Staatsanwaltschaft änderte sich häufig.
Die deutsche Synchronisation entstand unter der Dialogregie von Peter Stein und Johannes Keller durch die Synchronfirma Münchner Synchron GmbH in Grünwald. Für die zwölfte Staffel übernahm Ulrich Johannson die Regie.

#### Mediziner

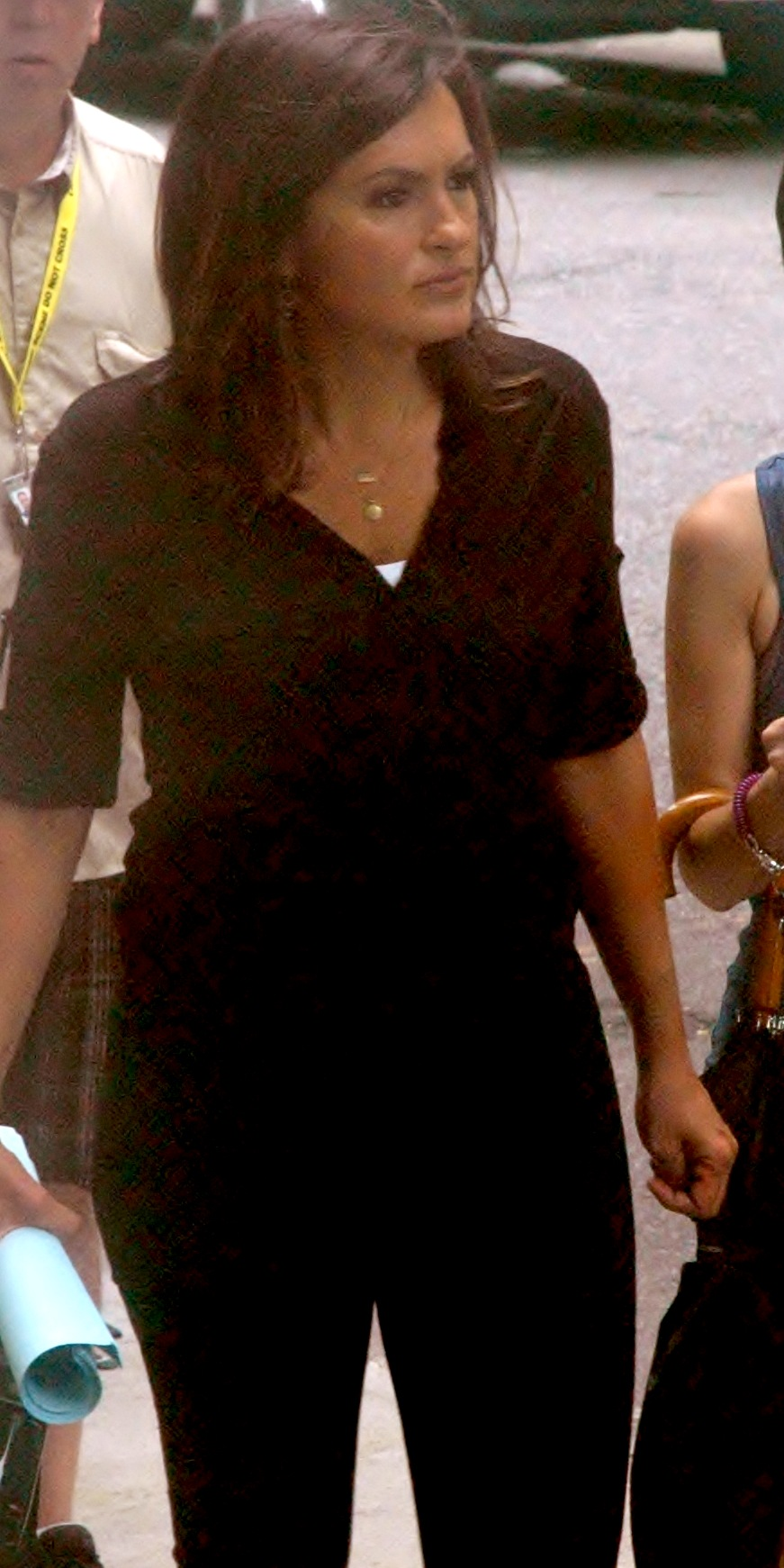
Mariska Hargitay als Olivia Benson in Staffel 12

### Hauptfiguren
| Rang                                                          | Rollenname                   | Schauspieler           | Hauptrolle (Staffel) | Hauptrolle (Episode) | Gastrolle (Staffel)   | Gastrolle (Episode)                                               | Deutsche Synchronstimme          |
| ------------------------------------------------------------- | ---------------------------- | ---------------------- | -------------------- | -------------------- | --------------------- | ----------------------------------------------------------------- | -------------------------------- |
| Polizisten                                                    |                              |                        |                      |                      |                       |                                                                   |                                  |
| Junior Detective Senior Detective Sergeant Lieutenant Captain | Olivia „Liv“ Benson          | Mariska Hargitay       | 1–                   | 1–                   |                       |                                                                   | Anja Godenschweger               |
| Senior Detective Sergeant DA Investigator                     | John Munch                   | Richard Belzer         | 1–15                 | 1–324                | 15, 17                | 334, 386                                                          | Christian Schult                 |
| Captain                                                       | Donald „Don“ Cragen          | Dann Florek            | 1–15                 | 1–330                | 16, 23, 27            | 364, 500                                                          | Leon Rainer                      |
| Senior Detective                                              | Elliot „El“ Stabler          | Christopher Meloni     | 1–12                 | 1–272                | 22–24, 26–            | 487–538, 570                                                      | Frank Röth                       |
| Junior Detective                                              | Monique Jeffries             | Michelle Hurd          | 1–2                  | 14–23, 29, 38        | 1                     | 1–13                                                              | Claudia Lössl                    |
| Junior Detective Senior Detective Sergeant                    | Odafin „Fin“ Tutuola         | Ice-T                  | 2–                   | 24–                  | 2                     | 23                                                                | Torsten Münchow                  |
| Junior Detective                                              | Chester Lake                 | Adam Beach             | 9                    | 184–202              | 8                     | 173, 183                                                          | Dennis Schmidt-Foß               |
| Junior Detective Senior Detective Sergeant                    | Amanda Rollins               | Kelli Giddish          | 13–24, 27–           | 273–525              | 24–26                 | 538–539, 549, 554, 559–560, 568, 570                              | Melanie Pukaß Tatjana Pokorny    |
| Senior Detective                                              | Nicholas „Nick“ Amaro        | Danny Pino             | 13–16                | 273–366              | 23                    | 500                                                               | Norman Matt                      |
| Officer                                                       | Katriona Tamin               | Jamie Gray Hyder       | 21–23                | 466–496              | 21                    | 459–465                                                           | Natascha Geisler                 |
| Deputy Chief                                                  | Christian Garland            | Demore Barnes          | 22–23                | 479–496              | 21, 23                | 461–478, 513                                                      | Bernd Egger                      |
| Jun. Detective                                                | Joe Velasco                  | Octavio Pisano         | 23–26                | 501–573              | 23, 27                | 495–496, 498, 574                                                 | Pirmin Sedlmeir                  |
| Jun. Detective                                                | Grace Muncy                  | Molly Burnett          | 24                   | 523–538              | 24                    | 518–522                                                           |                                  |
| Jun. Detective                                                | Terry Bruno                  | Kevin Kane             | 26–                  | 552–                 | 24–25                 | 526–551                                                           |                                  |
| Jun. Detective                                                | Kate Silva                   | Juliana Aidén Martinez | 26                   | 552–573              |                       |                                                                   |                                  |
| Captain                                                       | Renee Curry                  | Aimé Donna Kelly       | 27–                  | 574–                 | 22–26                 | 479–573                                                           |                                  |
| Staatsanwälte                                                 |                              |                        |                      |                      |                       |                                                                   |                                  |
| Assistant District Attorney                                   | Alexandra „Alex“ Cabot       | Stephanie March        | 2–5, 11              | 24–95, 229–240       | 2, 6, 10, 13, 19      | 23, 132, 217–223, 273–293, 429                                    | Martina Duncker Claudia Kleiber  |
| Assistant District Attorney                                   | Casey Novak                  | Diane Neal             | 5–9                  | 96–202               | 12–13                 | 269, 275–290                                                      | Melanie Manstein Tatjana Pokorny |
| Assistant District Attorney                                   | Kim Greylek                  | Michaela McManus       | 10                   | 203–224              |                       |                                                                   | Solveig Duda                     |
| Assistant District Attorney Defense Attorney                  | Rafael Barba                 | Raúl Esparza           | 15–19                | 320–423              | 14, 21–23             | 298–319, 471, 482, 503                                            | Peter Flechtner                  |
| Junior Detective Assistant District Attorney                  | Dominick „Sonny“ Carisi, Jr. | Peter Scanavino        | 16–                  | 348–                 | 16                    | 344–346                                                           | Benedikt Gutjan                  |
| Assistant District Attorney                                   | Peter Stone                  | Philip Winchester      | 19–20                | 424–458              | 19                    | 423                                                               | Stefan Günther                   |
| Mediziner                                                     |                              |                        |                      |                      |                       |                                                                   |                                  |
| Criminal Profiler                                             | Dr. George Huang             | BD Wong                | 4–12                 | 67–272               | 2–3, 13–15, 17, 27    | 42–66, 292, 314, 342, 375                                         | Niko Macoulis                    |
| Medical Examiner                                              | Dr. Melinda Warner           | Tamara Tunie           | 7–12                 | 140–272              | 2–6, 13–17, 19, 21–23 | 28–139, 273–340, 358, 363, 367, 368, 374, 420, 464, 481, 491, 500 | Daniela Arden                    |

Anmerkungen
1. ↑  Der Rang innerhalb des Polizeireviers bzw. der Staatsanwaltschaft und der Mediziner, den die dargestellte Figur innehat.
2. ↑  Viele Schauspieler werden, wenn sie nicht in einer Folge mitspielen, trotzdem im Vorspann aufgeführt. So wird z. B. Mariska Hargitay von Folge 163 bis 166 aufgeführt, obwohl sie nicht mitspielt. Auch Richard Belzer, der von Staffel 12 bis 15 nur noch unregelmäßige Auftritte hatte, wurde in jeder Folge als Hauptdarsteller geführt.
3. ↑  Von Staffel 1 bis 12.
4. ↑  Von Staffel 13 bis 15.
5. ↑  Von Staffel 15 bis 17.
6. ↑  Von Staffel 17 bis 21.
7. ↑  Seit Staffel 21.
8. ↑  Von Staffel 1 bis 8.
9. ↑  Von Staffel 9 bis 15.
10. ↑  In Staffel 15 und 17.
11. ↑  Von Staffel 1 bis 15.
12. ↑  Von Staffel 2 bis 8.
13. ↑  Von Staffel 9 bis 19.
14. ↑  Seit Staffel 19.
15. ↑  Seit Staffel 26.
16. ↑  Ab Staffel 21 (Folge 459).
17. ↑  Wird seit Folge 273 als Hauptdarsteller geführt, tritt jedoch erst ab Folge 274 auf.
18. ↑  In Episode 19x19 (Folge 429).
19. ↑  Ab Staffel 9 (Folge 184).
20. ↑  Michaela McManus’ letzter Auftritt war bereits in Folge 217, wurde jedoch bis einschließlich Folge 224 als Hauptdarstellerin geführt.
21. ↑  Von Staffel 14 bis 22.
22. ↑  Seit Staffel 23.
23. ↑  Von Staffel 16 bis 20.
24. ↑  Seit Staffel 21.
25. ↑  Von Staffel 2 bis 15.
26. ↑  BD Wongs letzter Auftritt war bereits in Folge 267, wurde jedoch bis einschließlich Folge 272 als Hauptdarsteller geführt.

### Nebenfiguren
- J. K. Simmons als Psychiater Dr. Emil Skoda (Staffel 1–2)
- Isabel Gillies als Kathy Stabler (Staffel 1–12, 22)
- Allison Siko als Kathleen Stabler (Staffel 1–12, 22–23)
- Sam Waterston als EADA/Staatsanwalt John James „Jack“ McCoy (Staffel 1, 9, 11, 19)
- Dean Winters als Detective/Officer Brian Cassidy (Staffel 1, 13–15, 19, 27)
- Leslie Hendrix als M.E. Dr. Elizabeth Rodgers (Staffel 1)
- Angie Harmon als ADA Abigail „Abbie“ Carmichael (Staffel 1)
- Jerry Orbach als Detective Leonard „Lennie“ W. Briscoe (Staffel 1)
- Jesse L. Martin als Detective Edward „Ed“ Green (Staffel 1)
- Joanna Merlin als Richterin Lena Petrovsky (Staffel 2–12)
- Joel de la Fuente als Computerkriminalist Ruben Morales (Staffel 3–12)
- Robert John Burke als Sergeant/Lieutenant/Captain Ed Tucker (Staffel 3–5, 8–12, 14–18, 21)
- Judith Light als Staatsanwältin/Richterin Elizabeth Donnelly (Staffel 3–4, 6–12)
- Peter Hermann als Trevor Langan (Staffel 3–12, 15–16, 19, 21, 23)
- John Cullum als Rechtsanwalt/Richter Barry Moredock (Staffel 4–5, 7–12)
- Fred Thompson als Staatsanwalt Arthur Branch (Staffel 4–7)
- Mike Doyle als Kriminaltechniker Ryan O’Halloran (Staffel 5–10)
- Mary Stuart Masterson als Psychiaterin Dr. Rebecca Hendrix (Staffel 6–8)
- Marcia Gay Harden als Special Agent Dana Lewis (Staffel 7–8, 12, 14)
- Vincent Spano als Special Agent Dean Porter (Staffel 8–9, 11)
- Connie Nielsen als Detective Danielle „Dani“ Beck (Staffel 8)
- Ellen Burstyn als Bernadette „Bernie“ Stabler (Staffel 10)
- Christine Lahti als EADA Sonya Paxton (Staffel 11–12)
- Kate Nelligan als Richterin Sylvia Quinn (Staffel 11)
- Sharon Stone als ADA Jo Marlowe (Staffel 11)
- Francie Swift als ADA/Anwältin Sherri West (Staffel 12–13)
- Melissa Sagemiller als ADA Gillian „Gill“ Hardwicke (Staffel 12)
- Linus Roache als EADA Michael „Mike“ Cutter (Staffel 13)
- Harry Connick, Jr. als EADA David Haden (Staffel 13)
- Adam Baldwin als Captain Steven Harris (Staffel 14)
- Pablo Schreiber als William Lewis (Staffel 14–15)
- Bill Irwin als Peter Lindstrom (Staffel 15–18, 21–23)
- Donal Logue als Lieutenant/Captain Declan Murphy (Staffel 15–16, 23)
- Aida Turturro als Felicia Catano (Staffel 15–16, 19–)
- Peter Gallagher als Deputy Chief William Dodds (Staffel 16–21)
- Andy Karl als Sergeant Michael „Mike“ Dodds (Staffel 17)
- Elizabeth Marvel als DA Rita Calhoun (Staffel 18, 26)
- Ryan Buggle als Noah Porter Benson (Staffel 18–)
- Danielle Moné Truitt als Seragent Ayanna Bell (Staffel 23–24)
- Ainsley Seiger als Jet Slootmaekers (Staffel 23–24)
- Terry Serpico als Chief Tommy McGrath (Staffel 23–24)
- Dylan McDermott als Richard Wheatley (Staffel 23)

## Hintergrund

### Namensgebung
Der Titel Special Victims Unit wurde gewählt, da die Serie sich hauptsächlich mit Sexualverbrechen und Verbrechen an Kindern beschäftigt. Als RTL II die Rechte an den Erstausstrahlungen erhielt, wurde der Serientitel jedoch in Law & Order: New York abgeändert. Dieser gilt als semantisch unlogisch, da bereits die Mutterserie in New York City spielt. Seit der Sender VOX die Rechte an den Erstausstrahlungen innehat, wird auch in Deutschland der Originaltitel verwendet.

### Soundtrack
Wie bei Law & Order arrangierte der Filmkomponist Mike Post den Soundtrack für diese Serie. Dieser wurde im Original in den zwölf Jahren Laufzeit nicht geändert oder gekürzt, wie es in Law & Order oder Criminal Intent – Verbrechen im Visier der Fall war. In der deutschen Ausstrahlung auf VOX wurde der Vorspann und die Titelmelodie ab der neunten Staffel gekürzt.

## Ausstrahlung und Reichweite
Die 9. Staffel besteht aufgrund des Autorenstreiks aus lediglich 19 Episoden. Die 22. Staffel besteht auf Grund der COVID-19-Pandemie aus 16 Episoden. Die 25. Staffel bestand aufgrund des Writers Guild of America nur aus 13 Episoden was die 25. Staffel zur kürzesten Staffel der Serie gemacht hat. Normalerweise umfassen die anderen Staffeln zwischen 21 und 25 Folgen.

### Vereinigte Staaten
| Staffel | Episoden | Ausstrahlung                      | Rang | Zuschauer (Mio.) |
| ------- | -------- | --------------------------------- | ---- | ---------------- |
| 1       | 22       | 20. September 1999 – 19. Mai 2000 | #40  | 12,2             |
| 2       | 21       | 20. September 2000 – 11. Mai 2001 | #25  | 13,1             |
| 3       | 23       | 28. September 2001 – 17. Mai 2002 | #14  | 15,2             |
| 4       | 25       | 27. September 2002 – 16. Mai 2003 | #16  | 14,8             |
| 5       | 25       | 23. September 2003 – 18. Mai 2004 | #21  | 12,7             |
| 6       | 23       | 21. September 2004 – 24. Mai 2005 | #23  | 13,5             |
| 7       | 22       | 20. September 2005 – 16. Mai 2006 | #23  | 13,8             |
| 8       | 22       | 19. September 2006 – 22. Mai 2007 | #30  | 11,9             |
| 9       | 19       | 25. September 2007 – 13. Mai 2008 | #30  | 11,3             |
| 10      | 22       | 23. September 2008 – 2. Juni 2009 | #35  | 10,3             |
| 11      | 24       | 23. September 2009 – 19. Mai 2010 | #44  | 08,81            |
| 12      | 24       | 22. September 2010 – 18. Mai 2011 | #47  | 08.84            |
| 13      | 23       | 21. September 2011 – 23. Mai 2012 | #67  | 07,58            |
| 14      | 24       | 26. September 2012 – 22. Mai 2013 | #56  | 07,30            |
| 15      | 24       | 25. September 2013 – 21. Mai 2014 | TBA  | TBA              |
| 16      | 23       | 24. September 2014 – 20. Mai 2015 | TBA  | TBA              |
| 17      | 23       | 23. September 2015 – 25. Mai 2016 | TBA  | TBA              |
| 18      | 21       | 21. September 2016 – 24. Mai 2017 |      |                  |
| 19      | 24       | 27. September 2017 – 23. Mai 2018 |      |                  |
| 20      |          | 27. September 2018 – 16. Mai 2019 |      |                  |

In den USA begann die Ausstrahlung der ersten Staffel am 20. September 1999 und endete am 19. Mai 2000. Seitdem wird jährlich im September mit der Erstausstrahlung einer neuen Staffel begonnen, die im darauffolgenden Mai endet.
Der Sendeplatz der ersten Staffel war Montag um 21:00 Uhr, später Freitag um 22:00 Uhr. Die Staffeln zwei bis vier wurden ebenfalls auf diesem Sendeplatz gezeigt. Die Staffeln 5 bis 10 wurden am Dienstag um 22:00 Uhr gezeigt. Staffel 11 wurde am Mittwoch um 21:00 bzw. 22:00 Uhr gezeigt. Die zwölfte Staffel wurde vom 22. September 2010 bis zum 18. Mai 2011, mittwochs erst um 21:00 Uhr, danach um 22:00 Uhr ausgestrahlt. Eine 13. Staffel wurde am 15. Mai 2011 bestellt und von September 2011 bis Mai 2012 ebenfalls mittwochs um 22:00 Uhr gesendet wurde. Die 14. Staffel, die im Mai 2012 bestellt wurde, lief vom 26. September 2012 bis zum 22. Mai 2013 mittwochs um 21:00 Uhr auf NBC. Die 15. Staffel wurde vom 25. September 2013 bis zum 21. Mai 2014 ebenfalls mittwochs um 21:00 Uhr ausgestrahlt. Zu dieser Uhrzeit liefen auch die 16. und die 17. Staffel.

### Deutschland
| Erstausstrahlung auf RTL II | Erstausstrahlung auf RTL II | Erstausstrahlung auf RTL II   | Erstausstrahlung auf RTL II | Erstausstrahlung auf RTL II    |
| Staffel                     | Episoden                    | Ausstrahlung                  | Zuschauer ges. (Mio.)       | Zuschauer 14-49-Jährige (Mio.) |
| --------------------------- | --------------------------- | ----------------------------- | --------------------------- | ------------------------------ |
| 1                           | 22                          | 28. Apr. – 7. Jul. 2005       | 1,11 Millionen (4,0 %)      | 0,62 Millionen (5,5 %)         |
| 2                           | 21                          | 1. Sep. 2005 – 12. Jan. 2006  | 1,07 Millionen (3,5 %)      | 0,63 Millionen (4,9 %)         |
| 3                           | 23                          | 19. Jan. – 22. Jun. 2006      | 1,28 Millionen (4,1 %)      | 0,73 Millionen (5,9 %)         |
| 4                           | 25                          | 29. Jun. – 14. Dez. 2006      | 1,40 Millionen (4,8 %)      | 0,78 Millionen (6,8 %)         |
| 5                           | 25                          | 21. Dez. 2006 – 7. Jun. 2007  | 1,10 Millionen (3,6 %)      | 0,67 Millionen (5,6 %)         |
| 6                           | 23                          | 14. Jun. – 22. Nov. 2007      | 1,14 Millionen (4,0 %)      | 0,70 Millionen (6,3 %)         |
| 7                           | 22                          | 7. Feb. – 26. Jun. 2008       | 1,32 Millionen (4,5 %)      | 0,82 Millionen (7,0 %)         |
| 8                           | 22                          | 10. Jun. – 4. Dez. 2008       | 1,47 Millionen (5,2 %)      | 0,87 Millionen (7,8 %)         |
| 9                           | 19                          | 8. Jan. – 14. Mai 2009        | 1,50 Millionen (4,9 %)      | 0,87 Millionen (7,2 %)         |
| 10                          | 22                          | 22. Okt. 2009 – 22. Apr. 2010 | 1,60 Millionen (5,0 %)      | 0,92 Millionen (7,3 %)         |
| Erstausstrahlung auf VOX    |                             |                               |                             |                                |
| Staffel                     | Episoden                    | Ausstrahlung                  | Zuschauer ges. (Mio.)       | Zuschauer 14-49-Jährige (Mio.) |
| 11                          | 24                          | 5. Jan. – 15. Jun. 2011       | 2,33 Millionen (7,4 %)      | 1,11 Millionen (9,0 %)         |
| 12                          | 14                          | 7. Dez. 2011 – 7. Mär. 2012   | 2,03 Millionen (6,6 %)      | 0,96 Millionen (8,4 %)         |
| 12                          | 10                          | 31. Mai – 28. Jun. 2013       | 2,03 Millionen (6,6 %)      | 0,96 Millionen (8,4 %)         |
| 13                          | 23                          | 11. Jan. – 24. Mai 2013       | 1,46 Millionen (4,7 %)      | 0,74 Millionen (6,9 %)         |
| 14                          | 24                          | 15. Nov. 2013 – 7. Jul. 2014  | 1,30 Millionen (4,4 %)      | 0,60 Millionen (5,7 %)         |
| 15                          | 24                          | 12. Sep. – 19. Dez. 2014      | k. A.                       | k. A.                          |
| 16                          | 24                          | seit dem 9. Oktober 2015      |                             |                                |

Free-TV
In Deutschland lief die Serie zunächst beim Privatsender RTL II. Die Staffeln 1 bis 10 wurden zwischen dem 28. April 2005 und 22. April 2010 mit mehreren Pausen ausgestrahlt. Seit Staffel 11 wird die Serie auf dem Privatsender VOX erstausgestrahlt. Die Einschaltquoten verbesserten sich zunächst gegenüber denen auf dem vorherigen Sender.
Wiederholungen der Staffeln 1 bis 4 wurden ab dem 6. November 2013 auf RTL Nitro ausgestrahlt. Bis Oktober 2013 zeigte noch RTL II Wiederholungen.
Pay-TV
Die ersten vier Staffeln der Serie wurden zunächst zwischen dem 12. Mai und 22. September 2009 beim Sender 13th Street Universal ohne Pausen ausgestrahlt. Bis Mai 2011 wiederholte der Sender die Staffeln 1 bis 4 immer wieder.
Seit der fünften Staffel erfolgte die Ausstrahlung bei FOX, wo die Staffeln 5 bis 7 zwischen dem 4. Februar 2010 und dem 29. März 2012 gezeigt wurden. Bis April 2014 wiederholte der Sender die Staffeln 5 bis 7 immer wieder.
Weitere Wiederholungen der Staffeln wurden ab dem 6. September 2013 von Universal Channel ausgestrahlt. Ab dem 14. Januar 2014 erfolgte die Ausstrahlung weiterer Folgen ab der achten Staffel. Seit Anfang 2023 strahlt der Pay-TV-Sender 13th Street Universal alle Folgen ab Staffel 1 aus.

### Österreich
| Staffel | Episoden | Ausstrahlung                     | Sender                           |
| ------- | -------- | -------------------------------- | -------------------------------- |
| 1       | 22       | Keine Ausstrahlung in Österreich | Keine Ausstrahlung in Österreich |
| 2       | 21       | 1. Sep. – 10. Nov. 2009          | Austria 9                        |
| 3       | 23       | 11. Nov. 2009 – 26. Okt. 2010    | Austria 9                        |
| 4       | 25       | 20. Jun. – 3. Okt. 2009          | Puls 4                           |
| 5       | 25       | 10. Okt. 2009 – 3. Apr. 2010     | Puls 4                           |
| 6       | 23       | 10. Apr. – 4. Sep. 2010          | Puls 4                           |
| 7       | 22       | 2. Okt. 2010 – 26. Feb. 2011     | Puls 4                           |
| 8       | 22       | 5. Mär. – 30. Jul. 2011          | Puls 4                           |
| 9       | 19       | 6. Aug. – 10. Dez. 2011          | Puls 4                           |
| 10      | 22       | 9. Mai – 1. Aug. 2012            | Puls 4                           |
| 11      | 24       | 14. Nov. 2012 – 27. Feb. 2013    | Puls 4                           |
| 12      | 24       | 27. Feb. – 17. Jul. 2013         | Puls 4                           |
| 13      | 23       | 29. Sep. 2013 – 8. Jan. 2014     | Puls 4                           |
| 14      | 24       | 8. Jan. – 23. Apr. 2014          | Puls 4                           |
| 15      | 24       | ab dem 27. Januar 2016           | Puls 4                           |

In Österreich wurde die erste Staffel nie ausgestrahlt. Ab dem 20. Juni 2009 strahlte der Sender Puls 4 die Serie beginnend mit der vierten Staffel aus. Die Staffeln 2 und 3 zeigte der Sender Austria 9 vom 1. September 2009 bis 9. März 2010. Die letzte Folge der dritten Staffel wurde am 26. Oktober 2010 ausgestrahlt. Die 15. Staffel wurde ab dem 27. Januar 2016 auf Puls 4 ausgestrahlt.

## Zusatzinformationen
- Richard Belzer nahm seine Rolle aus der Krimiserie Homicide wieder auf.
- Dann Florek spielte den Chef des Polizeireviers, Captain Donald Cragen, bereits in der Mutterserie Law & Order von 1990 bis 1993.
- Ice-T spielte bereits in dem Law-&-Order-Fernsehfilm Strafversetzt – Mord in Manhattan einen Kleingangster und Zuhälter.
- Die Folgen 28 und 139 tragen in Deutschland den gleichen Titel Nebenwirkungen.[35][36]
- In Folge 53 hat Diane Neal eine Nebenrolle als die Tatverdächtige Amelia Chase, obwohl sie 39 Folgen später als stellvertretende Bezirksstaatsanwältin Casey Novak zu sehen ist.
- Die Folgen 9 und 53 tragen in Deutschland den gleichen Titel Gefährliche Spiele.[37][38]
- In Folge 159 hat Anthony Anderson einen Gastauftritt als Detective Lucius Blaine. Später taucht Anderson als Detective Kevin Bernard in der Mutterserie Law & Order auf.
- In Folge 165 Sadist hat Jerry Lewis einen Gastauftritt als psychisch kranker Obdachloser. Er spielt den Onkel von Det. Munch und stößt im Laufe der Folge einen der Vergewaltigung verdächtigten Mann vor die U-Bahn.[39]
- In Folge 171 Scheherazade hat Brian Dennehy einen Gastauftritt als ein dem Tode nahestehender Bankräuber und Mörder. Er wurde für seine Taten nie belangt und hat kurz vor seinem Tod das Bedürfnis seine Straftaten und seine Familiengeheimnisse offenzulegen.[40]
- In Folge 172 Brandopfer hat Blair Underwood eine Gastrolle als ein anfangs der Vergewaltigung verdächtigten Ex-Ehemann.[41]
- In Folge 184 Gespalten hat Cynthia Nixon eine Gastrolle. Sie spielt eine Mörderin, die den Behörden vorspielt, unter einer dissoziativen Identitätsstörung zu leiden.[42]
- In der 200. Folge (Autorität, Staffel 9) hat der Schauspieler Robin Williams einen Auftritt als Verdächtiger.[43]
- In Folge 201 Erpresst hat Stephen Collins einen Gastauftritt als Mordverdächtiger.[44]
- In Folge 205 Rückschlag hat Ellen Burstyn einen Gastauftritt als Bernadette Stabler, die Mutter von Det. Stabler. Für diese Rolle erhielt sie 2009 einen Emmy.[45]
- Kelli Giddish spielte in der Folge Versager in Staffel 8 ein Vergewaltigungsopfer und ab Staffel 13 spielt sie Detective Amanda Rollins.
- Peter Scanavino spielte in der Folge Horrocamp (Staffel 14, Folge 13) einen Hausmeister und ab Staffel 16 Detective Dominick „Sonny“ Carisi, Jr.
- In Staffel 13 und 14 hat Andre Braugher fünf Gastauftritte als Anwalt Bayard Ellis, obwohl er in Homicide in den Staffeln 1 bis 6 (1993–1998) die Rolle des Detective Frank Pembleton verkörperte.
- In Folge 325 hat Kirk Acevedo einen Gastauftritt als Eddie Garcia, obwohl er in den Jahren 2005/06 die Rolle des DA Investigator Hector Salazar in Folge 136 und Law & Order: Trial by Jury verkörperte.
- Folge 334 (15x15) stellt ein Crossover mit der ebenfalls von Dick Wolf produzierten Serie Chicago PD dar.[46]
- Die Folge 20 der Staffel 16 ist die Fortsetzung der Episode 67, Kühler Empfang der Serie Chicago Fire sowie der Episode 35, Das Böse in Person der Serie Chicago P.D.
- Am 12. November 2014 fand ein Crossover mit den Serien Chicago Fire und Chicago PD statt.[47]
- Der Rapper und Theaterschauspieler Daveed Diggs tritt in zwei Episoden von Staffel 17 als Anwalt in Erscheinung.
- Folge 487 (22x09) fand ein Crossover mit dem neuen Spin-Off Law & Order: Organized Crime statt, in dem der ehemalige Detective Elliot Stabler nach zehn Jahren zum NYPD zurückkehrt.
- Folge 517 (24x01) fand ein dreifaches Crossover mit den Serien Law & Order und Law & Order: Organized Crime statt.
- Die Folgen 346 & 517 tragen in Deutschland den gleichen Titel Minderjährig.

## Auszeichnungen
Die Serie wurde in den ersten 13 Staffeln 25-mal für einen Emmy-Award nominiert und 6-mal prämiert. Mariska Hargitay gewann 2006 einen Emmy und 2005 einen Golden Globe Award, jeweils in der Kategorie Beste Hauptdarstellerin in einer Dramaserie.
| Staffel           | 1    | 2    | 3    | 4    | 5    | 6    | 7    | 8    | 9    | 10   | 11   | 12   | 13   | 14   | 1–14      |
| ----------------- | ---- | ---- | ---- | ---- | ---- | ---- | ---- | ---- | ---- | ---- | ---- | ---- | ---- | ---- | --------- |
| Auszeichnungsjahr | 2000 | 2001 | 2002 | 2003 | 2004 | 2005 | 2006 | 2007 | 2008 | 2009 | 2010 | 2011 | 2012 | 2013 | 2000–2013 |
| Nominierungen     | 2    | 0    | 1    | 1    | 3    | 3    | 2    | 3    | 3    | 4    | 2    | 1    | 0    | 0    | 25        |
| Prämierungen      | 0    | 0    | 0    | 0    | 0    | 1    | 1    | 1    | 1    | 1    | 1    | 0    | 0    | 0    | 6         |

## DVD-Veröffentlichungen
In den Vereinigten Staaten, Großbritannien und Australien sind bereits die ersten 10 bzw. 13 Staffeln auf DVD erschienen. Diese Serie ist in der Reihe von Law & Order die einzige, die komplett auf DVD erschienen ist.
Die folgende Tabelle zeigt eine Übersicht der Veröffentlichungen der einzelnen Serienstaffeln auf DVD in den folgenden Regionen und Ländern: USA/Kanada (Region 1), Großbritannien (Region 2), Deutschland (Region 2) und Australien (Region 4).
| Staffel | Vereinigte Staaten | Großbritannien     | Deutschland                                       | Australien         |
| ------- | ------------------ | ------------------ | ------------------------------------------------- | ------------------ |
| 1       | 21. Oktober 2003   | 28. Februar 2005   | 22. Juli 2010 (1. Teil) 7. Oktober 2010 (2. Teil) | 20. Januar 2005    |
| 2       | 27. September 2005 | 11. November 2005  | 30. Mai 2014                                      | 6. März 2006       |
| 3       | 30. Januar 2007    | 23. Juli 2007      | N/A                                               | 1. August 2007     |
| 4       | 4. Dezember 2007   | 11. September 2007 | N/A                                               | 21. November 2007  |
| 5       | 14. September 2004 | 16. Juni 2008      | N/A                                               | 2. Juli 2008       |
| 6       | 1. April 2008      | 22. September 2008 | N/A                                               | 3. Dezember 2008   |
| 7       | 29. Juli 2008      | 16. Februar 2009   | N/A                                               | 4. März 2009       |
| 8       | 17. Februar 2009   | 13. April 2009     | N/A                                               | 3. Juni 2009       |
| 9       | 26. Mai 2009       | 31. August 2009    | N/A                                               | 30. September 2009 |
| 10      | 22. September 2009 | 28. Dezember 2009  | N/A                                               | 3. Februar 2010    |
| 11      | 21. September 2010 | N/A                | N/A                                               | 1. Dezember 2010   |
| 12      | 27. September 2011 | N/A                | N/A                                               | 7. Dezember 2011   |
| 13      | 25. September 2012 | N/A                | N/A                                               | 28. September 2012 |
| 14      | 24. September 2013 | N/A                | N/A                                               | N/A                |